# Canberra (entreprise)
Pour les articles homonymes, voir Canberra (homonymie).
Canberra est un département de la société Mirion Technologies entreprise fabriquant des appareils de mesure des rayonnements nucléaires. Elle est une ancienne filiale d’Areva NC et a fait partie du groupe Areva de 2001 à 2016.
L’entreprise a douze sites dans le monde, dont trois principaux en France (Montigny-le-Bretonneux - le siège social - Loches et Lingolsheim), en Belgique, au Canada et aux États-Unis, ainsi que des filiales commerciales en Angleterre, en Allemagne, en Suède et au Japon.
En 2012, Areva met en vente Canberra, selon les informations de plusieurs sources obtenues par Bloomberg.
En décembre 2015, le groupe Mirion Technologies est sélectionné par Areva. Un contrat de cession de l’intégralité du capital de la filiale Canberra est signé entre les deux groupes.
Le 1er juillet 2016, le groupe industriel Mirion Technologies annonce la réalisation de la cession par Areva de sa filiale Canberra .

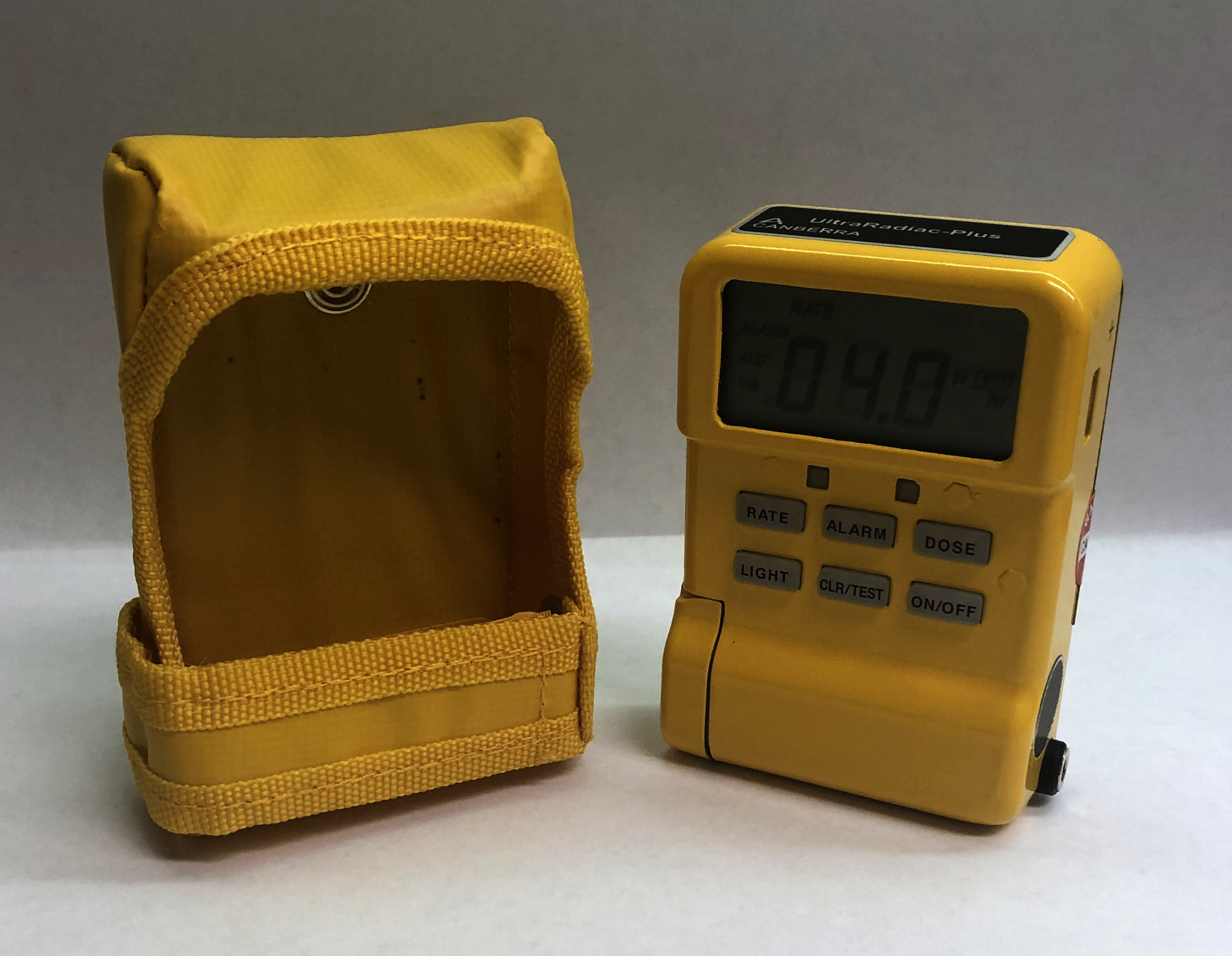
Dosimètre de marque Canberra